# Hecamedoides lattini
Hecamedoides lattini är en tvåvingeart som beskrevs av Wayne N. Mathis och Tadeusz Zatwarnicki 2008. Hecamedoides lattini ingår i släktet Hecamedoides och familjen vattenflugor.
Artens utbredningsområde är Virginia. Inga underarter finns listade i Catalogue of Life.